# Emmanuil Gneftos
Emmanuil Gneftos (født 1904) var en græsk bokser i vægtklassen weltervægt. Han deltog i de den olympiske bokseturnering ved OL 1924 hvor han tabte i første runde til danskeren Andreas Petersen.